# Ice Age: Collision Course
Ice Age: Collision Course (bra: A Era do Gelo: O Big Bang; prt: A Idade do Gelo: O Big Bang) é um filme de animação digital norte-americano produzido pela Blue Sky Studios e lançado pela 20th Century Fox em 2016. É a quinta parte da série de filmes Ice Age, sendo a continuação de Ice Age: Continental Drift. O filme foi dirigido por Mike Thurmeier e foi concebido a partir de um roteiro de Michael J. Wilson, Michael Berg e Yoni Brenner, com Ray Romano, John Leguizamo, Denis Leary, Queen Latifah, Seann William Scott, Josh Peck, Jennifer Lopez e Simon Pegg reprisando seus papéis dos filmes anteriores, ao lado de Jesse Tyler Ferguson, Adam DeVine, Nick Offerman, Max Greenfield, Stephanie Beatriz, Melissa Rauch, Michael Strahan, Jessie J e Neil deGrasse Tyson. No filme, depois que Scrat acidentalmente lança vários meteoros mortais em direção à Terra durante uma tentativa de enterrar sua bolota, o bando, juntamente com Buck, deve ir em uma missão de vida ou morte para encontrar uma maneira de afastá-los da rota de colisão com o planeta.
O filme estreou no Festival de Cinema de Sydney em 19 de junho de 2016 e foi lançado comercialmente nos Estados Unidos em 22 de julho de 2016. Collision Course recebeu resenhas negativas dos críticos que desprezaram o enredo do filme, alegando sua falta de originalidade e humor, além de criticarem o desenvolvimento dos personagens, embora a animação fosse elogiada. Apesar disso, o filme conseguiu arrecadar US$ 408 milhões em todo o mundo contra um orçamento de US$ 105 milhões.

## Enredo
O esquilo-dente-de-sabre Scrat está mais uma vez tentando enterrar sua bolota, mas acidentalmente ativa uma nave alienígena que encontra-se abandonada abaixo do gelo que o leva o espaço sideral, onde ele involuntariamente envia vários asteroides em rota de colisão com a Terra. Enquanto isso, o casal de mamutes-lanosos Manny e Ellie estão preparando o casamento entre sua filha Peaches (Amora no Brasil) e seu noivo, o jovem e atrapalhado mamute Julian, a qual Manny não aprova. Diego, o tigre-dente-de-sabre, e sua companheira Shira querem começar uma família, mas suas aparências ferozes tende a assustar as crianças. Sid, a preguiça-gigante, é dispensado por sua namorada, Francine, quando ele iria pedir-lhe em casamento, passando-se a lamentar sua solidão. Durante a festa de bodas de casamento de Manny e Ellie, alguns dos asteróides atingem o local e o bando escapa abrigando-se em uma caverna. Enquanto isso, no mundo perdido dos dinossauros no subsolo, a doninha Buck devolve um ovo de dinossauro para uma mãe brontossauro depois que ele foi roubado por três dromeossaurídeos chamados Gavin, Gertie e Roger. Buck descobre um antigo pilar de pedra e o leva à superfície, onde ele encontra o bando.
Buck explica ao bando que, de acordo com o pilar, os asteróides causaram várias extinções no passado e que um imenso corpo celeste está em curso na direção da Terra; ele acredita que o único lugar onde eles poderiam encontrar uma pista para pará-lo é no local do impacto dos anteriores, que de acordo com as gravuras do totem, sempre caíram no mesmo lugar. No entanto, os três dromeossaurídeos escutam sua conversa e Gavin e Gertie decidem impedi-los de fazerem qualquer esforço para salvar o mundo, não apenas para se vingar de Buck, mas também para garantir o domínio do planeta sob a espécie deles uma vez que, por poderem voar, eles acreditam que irão escapar dos efeitos da extinção. Roger fica relutante sobre o plano, mas Gavin e Gertie o forçam a cooperar.
Quando o bando chega no local das quedas dos cometas anteriores, eles descobrem que os asteroides possuem propriedades eletromagnéticas. Buck teoriza que, se uma enorme quantidade de asteroides menores for coletada e lançada em órbita ela irá atrair o asteroide maior para fora da rota de colisão com a Terra, salvando assim o planeta. Depois de enfrentar vários obstáculos e a interferência dos dromaeossauros, o bando chega à "Geotopia", uma comunidade de animais imortais formada dentro de um dos asteróides que caíram há muito tempo, onde Sid encontra Brooke, uma preguiça-gigante fêmea que se apaixona por ele. No entanto, Shangri Llama, o líder de Geotopia, se recusa a cooperar com o plano de Buck de enviar os cristais da cidade para o espaço, a fim de evitar o impacto iminente, já que eles são a fonte da longevidade dos moradores.
Assim que Brooke convence os geotopianos de que a salvação do planeta é mais importante do que a longevidade eterna dos moradores, eles e o bando poem em prática o plano de Buck, que é encher os gêiseres com pedras pesadas para forçar a atividade de um vulcão próximo afim de, através dele, lançar os cristais e os restos dos cometas anteriores ao espaço, que por sua vez atrairão o gigante cometa para fora da Terra. Os dromaeossauros tentam intervir, mas Buck convence Roger de que eles não conseguirão sobreviver ao asteróide e, por sua vez, convence Gavin e Gertie a ajudar. O plano funciona e o asteroide gigante é puxado de volta para o espaço. O bando então parte de volta para casa, incluindo Sid, que se despede de Brooke, que agora está envelhecida uma vez que os cristais da longevidade foram jogados no espaço. Mas, após eles retornarem para casa, um pequeno pedaço de cristal restante do asteroide cai dentro de uma fonte quente, dando aos ex-moradores de Geotopia propriedades rejuvenescedoras novamente e fazendo não só os geotopianos como também a avó de Sid ficarem jovens novamente. Depois que o bando retorna, Manny se reconcilia com Julian, passando a finalmente aprovar sua união com Peaches.
No epílogo do filme, Scrat continua lutando para controlar a nave alienígena até que ele cai em Marte, destruindo toda a vida no planeta. Em uma cena no meio dos créditos finais, Scrat finalmente consegue recuperar sua bolota, mas é espancado por algumas portas eletrônicas da nave que se fecham sob ele.

## Elenco
- Ray Romano como Manny, um mamute-lanoso, companheiro de Ellie, pai de Peaches e o líder do bando.[9] No Brasil, Diogo Vilela[10]
- John Leguizamo como Sid, uma preguiça-gigante ingênua, mas de boa índole, fundador do bando.[9] No Brasil,Tadeu Mello[10]
- Denis Leary como Diego, um tigre dente-de-sabre membro do bando e companheiro de Shira.[9] No Brasil, Márcio Garcia[10]
- Queen Latifah como Ellie, uma mamute-lanosa, companheira de Manny e mãe de Peaches.[9] No Brasil, Carla Pompilio[10]
- Simon Pegg como Buck, uma doninha macho de um olho só caçadora de dinossauros que se reúne com o bando para avisá-los sobre a vinda do gigantesco asteroide.[11] No Brasil, Alexandre Moreno[10]
- Seann William Scott e Josh Peck como Crash e Eddie, respectivamente, dois gambás machos e os irmãos adotivos de Ellie. No Brasil, respectivamente, Patrick de Oliveira e Gustavo Nader[10]
- Keke Palmer como Peaches (Amora no Brasil), uma mamute lanosa adolescente, filha de Manny e Ellie.[12] No Brasil, Bruna Laynes[10]
- Adam DeVine como Julian, um mamute lanoso adolescente e noivo de Peaches.[1][13] No Brasil, João Capelli[10]
- Jesse Tyler Ferguson como Shangri Llama, uma lhama praticante de ioga e líder espiritual de Geotopia.[1] No Brasil, Eduardo Borgerth[10]
- Jessie J como Brooke, uma preguiça-gigante que é habitante de Geotopia e o interesse amoroso de Sid.[1][14] No Brasil, Ingrid Guimarães[10]
- Jennifer Lopez como Shira, uma tigresa-dentes-de-sabre e companheira de Diego. No Brasil, Andrea Suhett[10]
- Wanda Sykes como Gladys "Vovó" a avó de Sid, Namorada De Teddy.[15] No Brasil, Nádia Carvalho[10]
- Nick Offerman como Gavin, um dromeossauro voador,[8] pai de Roger e Gertie.[1] No Brasil, Mauro Ramos[10]
- Stephanie Beatriz como Gertie, uma dromeossauro voadora,[8] filha de Gavin e mais propensa a seguir as ordens do pai.[1][16] No Brasil, Sheila Dorfman[10]
- Max Greenfield como Roger, um dromeossauro voador, filho de Gavin,[8] que é mais benevolente do que sua irmã Gertie e que reluta para obedecer as ordens de seu pai.[1][17] No Brasil, Whindersson Nunes[10]
- Melissa Rauch como Francine, uma preguiça-gigante que termina o seu namoro com Sid no início do filme.[1][18] No Brasil, Angélica Borges[10]
- Michael Strahan como Teddy, um coelho de bom porte físico que reside em Geotopia e que costuma fazer massagens na avó de Sid quando o bando chega, além disso ele gosta dela.[1][19] No Brasil, Guilherme Briggs[10]
- Lilly Singh como Bubbles e Misty, um par de "unicórnios" que residem em Geotopia.
- Chris Wedge como Scrat, o esquilo-dentes-de-sabre que acidentalmente faz um gigante cometa ir em direção à Terra após tentar enterrar sua bolota.[9]

## Produção
O conceito para a produção de Collision Course estava profundamente enraizado em uma cena do primeiro filme da série, onde o bando está andando por uma caverna de gelo e Sid avista uma nave espacial congelada em uma parede, objeto este que inspirou a realização do filme. Tal como acontece no terceiro filme, que também foi inspirado na cena da caverna de gelo do primeiro filme a qual o bando se depara com um dinossauro congelado na mesma parede que está a nave espacial, a equipe de produção voltou para o primeiro filme para procurar uma possível inspiração para um quinto filme dos personagens. Os personagens foram primeiramente desenhados à mão em um software de animação completo com cores e clipes animados dos personagens fazendo ações específicas; eles foram então enviados para serem esculpidos à mão com argila e, finalmente, digitalizados em software CGI e animados em torno dos modelos.
A sequência que contém a referência à ária "Largo al factotum", que envolveu Buck salvando o ovo dos dromaeossauros, provou ser uma das sequências mais desafiadoras para os animadores da Blue Sky Studios, pois envolvia um jogo de cenas ininterrupto contínuo que durou cerca de dois minutos. Foi uma das primeiras cenas a serem produzidas, mas também uma das últimas a ser terminada devido à sua estrutura demorada e difícil, já que a equipe só era capaz de produzir três ou quatro segundos de cena por semana.
A sessão de gravação das dublagens aconteceu em Los Angeles, Califórnia, já que a maioria dos atores residiam por lá, enquanto o estúdio de animação produziu o filme em Nova York. O diretor Mike Thurmeier e o co-diretor Galen T. Chu se revezavam viajando para Los Angeles para dirigir as sessões de gravação. A indicação de Jesse Tyler Ferguson foi sugerida após os produtores verem seu desempenho na série Modern Family, marcando a primeira vez que Ferguson atuou no ramo de dublagem; Ferguson ficou com voz rouca já no primeiro dia das sessões de dublagem por ter gritado muito ao realizar o papel. Ele então tirou alguns dias de folga e voltou posteriormente para terminar seu trabalho.
Um pôster promocional, exibido em junho de 2015 na Licensing Expo, revelou o título completo do filme: Ice Age: Collision Course.

## Trilha sonora
Por conta de John Powell, que compôs a trilha sonora dos três filmes anteriores, estar ocupado com outros projetos, John Debney o substituiu na partitura instrumental de Collision Course. No entanto, a maior parte da pontuação de Powell do terceiro filme foi incluída, juntamente com a pontuação de David Newman do primeiro filme.

### Faixas
| N.º            | Título                                 | Duração |  |
| 1.             | "Ice Age: Collision Course Main Title" | 0:15    |  |
| 2.             | "Cosmic Scrat-tastrophe"               | 2:42    |  |
| 3.             | "Earthbound Acorn"                     | 0:41    |  |
| 4.             | "Family Bonding"                       | 3:14    |  |
| 5.             | "Clingy Sid"                           | 0:41    |  |
| 6.             | "Women"                                | 1:13    |  |
| 7.             | "Extreme Gravity"                      | 1:22    |  |
| 8.             | "Did You Forget?"                      | 1:34    |  |
| 9.             | "Peaches and Julian"                   | 0:59    |  |
| 10.            | "Meteor Shower"                        | 2:43    |  |
| 11.            | "Ancient Temple"                       | 1:37    |  |
| 12.            | "The Tablet"                           | 2:36    |  |
| 13.            | "Dino Bird Plan"                       | 1:51    |  |
| 14.            | "Magnets"                              | 1:33    |  |
| 15.            | "Electrical Storm"                     | 2:54    |  |
| 16.            | "Parenting"                            | 1:39    |  |
| 17.            | "The Herd Rests"                       | 1:06    |  |
| 18.            | "Kidnapping"                           | 2:03    |  |
| 19.            | "Crash Site"                           | 1:44    |  |
| 20.            | "Geotopia"                             | 2:18    |  |
| 21.            | "The Shangri-llama"                    | 2:56    |  |
| 22.            | "A Good Life"                          | 1:26    |  |
| 23.            | "Proposal"                             | 1:46    |  |
| 24.            | "Sealing The Volcano"                  | 2:55    |  |
| 25.            | "Dino Birds Join The Mission"          | 3:15    |  |
| Duração total: | Duração total:                         | 55:20   |  |

## Recepção

### Comercial
Ice Age: Collision Course faturou US$ 64 milhões na América do Norte e US$ 344 milhões em outros territórios, totalizando US$ 408 milhões, contra um orçamento de US$ 105 milhões. Em termos de ganhos totais, seus maiores mercados fora da América do Norte foram a China (US$ 66 milhões, sendo o país de maior receita), França (US$ 26,3 milhões), Brasil (US$ 25 milhões), Alemanha (US$ 24,7 milhões) e México (US$ 22,2 milhões).
Nos Estados Unidos e Canadá, Ice Age: Collision Course foi lançado em 22 de julho de 2016, juntamente com Star Trek Beyond e Lights Out, e foi projetado para arrecadar de 30 a 35 milhões de dólares em 3.997 cinemas em seu fim de semana de abertura. A animação teve uma estreia de US$ 21 milhões em seu fim de semana de abertura, terminando em quarto lugar nas bilheterias; o filme terminou sua exibição teatral com um faturamento doméstico de US$ 64 milhões. Produzido com um orçamento de US$ 105 milhões, o filme se tornou a produção de menor bilheteria não só da franquia Ice Age como também da história da Blue Sky Studios no país.

### Crítica
No agregador de revisões de críticas Rotten Tomatoes, o filme tem uma classificação de 17% com base em 116 avaliações e uma classificação média de 4,2/10, sendo o filme de pior avaliação de toda a franquia Ice Age no site; o seu consenso crítico diz: "Sem originalidade e sem graça, Ice Age: Collision Course oferece mais uma prova de que nem mesmo os desempenhos de bilheteria mais rentáveis podem impedir que uma franquia se curve para uma extinção criativa". No Metacritic, o filme tem uma pontuação de 34/100 com base em 27 resenhas, indicando "avaliações geralmente desfavoráveis". As audiências pesquisadas pelo CinemaScore deram ao filme uma nota média de "B+" em uma escala entre A+ e F.
Katie Walsh, do Los Angeles Times, fez uma crítica negativa ao filme, escrevendo que "Collision Course é simplesmente uma entrada superficial e diluída da série que parece que foi projetada para ser lançada em home video". Por outro lado, Owen Gleiberman, da Variety, fez uma crítica positiva ao filme, dizendo que "A longa série volta a se formar como uma comédia contagiante sobre o fim do mundo como a conhecemos".

## Possível sequência
Sobre a possibilidade de uma eventual sequela, em junho de 2016 o co-diretor Galen T. Chu afirmou que havia algumas ideias para um sexto filme dos personagens. Foi cogitado que uma sequência poderia realmente sair dependendo do resultado comercial que Collision Course teria. O site PopWrapped comentou, em fevereiro de 2017, sobre a má recepção do quinto filme e como a franquia estava se movendo ainda mais ao absurdo e mais longe de deixar qualquer impacto emocional duradouro na audiência, dizendo que um sexto filme poderia potencialmente redimir a franquia às suas raízes e reintroduzindo os humanos, como ocorreu no primeiro filme da série.